# Cleome simplicifolia
Cleome simplicifolia är en paradisblomsterväxtart som först beskrevs av Jacques Cambessèdes, och fick sitt nu gällande namn av Joseph Dalton Hooker och Thoms.. Cleome simplicifolia ingår i släktet paradisblomstersläktet, och familjen paradisblomsterväxter. Inga underarter finns listade i Catalogue of Life.